# Stanisław Pasławski
Stanisław Pasławski (zm. 1944) – ksiądz, działający w dwudziestoleciu międzywojennym autor licznych powieści dla młodzieży.